# Сорокін Сергій Миколайович
Сергій Миколайович Сорокін (рос. Сергей Николаевич Сорокин, нар. 2 жовтня 1969, Нижній Новгород) — російський хокеїст, що грав на позиції захисника. Грав за збірну команду Росії. Брав участь у зимових Олімпійських іграх у 1994 році в Ліллегаммері.

## Ігрова кар'єра
Професійну хокейну кар'єру розпочав 1985 року.
1991 року був обраний на драфті НХЛ під 247-м загальним номером командою «Вінніпег Джетс».
Протягом професійної клубної ігрової кар'єри, що тривала 20 років, захищав кольори команд «Торпедо» (Нижній Новгород) , «Динамо» (Москва) , «Дюссельдорф ЕГ», «Ганновер Скорпіонс» , «Авангард» (Омськ) , «Хімік» (Воскресенськ).
Виступав за збірні СРСР та Росії, на головних турнірах світового хокею провів 27 ігор в їх складі.

### Збірна
| Рік                | Команда            | Турнір             | Місце              | І  | Г | П | О | ШХ |
| ------------------ | ------------------ | ------------------ | ------------------ | -- | - | - | - | -- |
| 1988               | СРСР               | МЧС                | 2                  | 7  | 0 | 1 | 1 | 4  |
| 1993               | Росія              | ЧС                 | 1                  | 8  | 1 | 2 | 3 | 6  |
| 1994               | Росія              | ОІ                 | 4-е                | 8  | 1 | 2 | 3 | 6  |
| 1994               | Росія              | ЧС                 | 5-е                | 5  | 0 | 0 | 0 | 4  |
| 1995               | Росія              | ЧС                 | 5-е                | 6  | 1 | 2 | 3 | 6  |
| Національна збірна | Національна збірна | Національна збірна | Національна збірна | 27 | 3 | 6 | 9 | 22 |